# Мезграја (Угљевик)
Мезграја је насељено мјесто у општини Угљевик, Република Српска, БиХ. Према попису становништва из 2013. у насељу је живјело 472 становника.

## Историја
Мезграја је некада било веома живописно село. Овдје се налази рудник мрког угља. Једна од последњих пруга уског колосијека у Европи, укинута 1979. године, којим је саобрћао популарни воз „Ћира“, водила је из Бијељине до Мезграје. Преласком рудника у Богутово Село, воз се престао саобраћати.
Мезграја је после Другог светског рата била модерно село у то време на просторима тадашње СФРЈ. Многи сељаци из оближњих села су били запослени у руднику мрког угља у истом селу што је давало велики напредак становницима да лакше превазиђу тадашње послератне кризе и школују младе.
У то време је већ као село поседовала струју, пругу, те затим две продавнице, амбуланту, берберницу (фризерски салон) и наравно пијацу где су сељаци могли продати стоку и житарице.
Почетком педесетих година јамски откоп угља лагано прелази у површински коп (данас је ту вештачко језеро) које омогућује и даје даљу идеју за отварање новог рудника и термоелектране у Угљевику.
Село се простирало између два брда узводно реком Мезграјицом. Са једне стране се налази Јаблан град — брдо поред ког су на оближњим пропланцима засеоци Гајићи и Николићи, те са друге страно брдо звано Коса на ком су засеоци Мијатовићи, Мирковићи, Лазићи (Араповићи). Граничи се и са следећим селима, а то су : Јасење, Огорелица и Мумбашићи, те се десном страном лагано поред Мумбашића спушта до реке Јање, која раздваја село Пељаве са Мезграјом.
Село је почело да губи свој начин живота одласком рудника и повлачењем пруге. Крајем седамдесетих, рудник мрког угља је преселио откоп на просторе Богутовог Села тако да Мезграја остаје фактички одсечена пружним током од Угљевика, што становништву задаје велике економске поремећаје у развоју села.
Крајем осамдесетих РиТЕ Угљевик ојачавају своје површинске копове и постепено долазе у подножје Мезграје и почињу са експлоатацијом засеока Колона (где је било скоро 50 кућа), те основне школе Вељко Лукић Курјак. Испод колоне је направљена брана за предвиђено акумулационо језеро Мезграја у сврхе ТЕ Угљевик. Становници насељени уз речни ток су се лагано селили (већински у Нови Угљевик) те је село остало подељено између два пропланка и без школе.
Наиласком тешке политичке и економске кризе рудник још увек није у фази свог откопа угља, али постоје назнаке да ће се у скорије вријеме поново покренути рудник. Село је данас подељено на два дијела (Коса и Гај), сваки дио је оспособио школу, водовод, путну комуникацију тако да сада има двије школе, два водовода и око 70% асфалтираних путева у Мјесној Заједници.

## Становништво
Према попису становништва из 1991. године, мјесто је имало 714 становника.